# Crapston Villas
Crapston Villas es una serie de televisión británica de animación para adultos, en la que los personajes fueron hechos de plastilina y filmados con animación de stopmotion. La serie ganó en 1996 el premio a "Mejor Programa Nuevo" en los Broadcast Awards.

## Historia
Trata de una sátira sobre la vida en el centro de Londres, donde viven en un edificio de apartamentos sombríos en el código postal ficticio de SE69, un conjunto de personajes que están plagados de varios dilemas y no se tienen nada de respeto entre ellos. Los vecinos son unos miserables e inmorales y todas las familias son disfuncionales. Una serie sombría, satírica y de crítica social y no tanto cómica. Están presentes el lenguaje vulgar, el sexo y la violencia.

## Producción y emisión

### Producción
Fue producida por la compañía Spitting Image Productions y fue escrita por Sarah Ann Kennedy, quien también fue directora (temporada 1) junto con Peter Boyd Maclean (temporada 2).
Las voces fueron proporcionadas por una serie de actores y comediantes británicos, entre ellos Jane Horrocks, John Thomson, Alistair McGowan, Morwenna Banks, Felix Dexter, Lesley Sharp, Liz Smith y Alison Steadman.

### Emisión
Originalmente fue transmitida en Channel 4 de Reino Unido desde 1995 a 1997. El programa fue cancelado después de su segunda temporada por el nuevo jefe de la cadena Channel 4, Michael Jackson, quien luego compró la estadounidense South Park para llenar la franja nocturna del viernes que pertenecía a Crapston Villas.
El canal Locomotion emitió la serie para América Latina, España y Portugal, doblado tanto al español (en México) como al portugués. En España, en los años 90 fue emitida por Canal+ con el doblaje realizado en España.

## Disponibilidad
Cada temporada comprendía diez episodios. La temporada 1 se publicó posteriormente en video, editada como una sola pieza de 100 minutos, Crapston Villas – City of Slummington, mientras que la temporada 2 fue lanzada de manera similar, pero en dos videos, Health Hazard y Culture Shock. En Estados Unidos, cinco episodios de la temporada 1 fueron lanzados en DVD por la productora independiente Troma Entertainment, pero hasta ahora no se han producido DVD de ninguna de las series en el Reino Unido.
A partir de enero de 2012, los 20 episodios de Crapston Villas están disponibles para verse en el servicio digital On Demand 4oD de Channel 4 (ahora llamado All 4).